# Ivan Buva
Ivan Buva, né le 6 mai 1991 à Zagreb en Yougoslavie, est un joueur croate de basket-ball. Il évolue aux postes d'ailier fort et de pivot.

## Carrière
Le 11 janvier 2021, il rejoint la JL Bourg pour six semaines en tant que pigiste médical afin de pallier l'absence d'Alen Omić. Le 12 février 2021, il s'engage avec le Rytas Vilnius en Lituanie.

## Palmarès
- Coupe de Bosnie-Herzégovine 2014